# Kids Station
Kids Station (jap. キッズステーション, Kizzu Sutēshon) ist ein japanischer Fernsehkanal, der Anime und andere Cartoons zeigt. Hauptzielgruppe sind Kinder und Jugendliche. Das Programm wird 24 Stunden ausgestrahlt und ist über Kabelfernsehen und Satellit zu empfangen.

## Geschichte
Der Sender nahm den Betrieb am 1. April 1993 in Japan auf. Eine HD-Version wurde erstmals am 1. Oktober 2009 ausgestrahlt. 2017 gab Sony Pictures Entertainment Japan einen Joint Venture mit Mitsui & Co. bekannt.

## Gezeigte Serien

### Anime
- Attack on Titan
- Beyblade
- Dennō Bōkenki Webdiver
- D-Frag!
- D.Gray-man
- Death Note
- Detective Conan
- Digimon
- Genshiken
- Ghost in the Shell
- Gundam
- Hamtaro
- InuYasha
- Josei
- Kanon
- Kujibiki Unbalance
- Magi: The Labyrinth of Magic
- Magical DoReMi
- Magical Shopping Arcade Abenobashi
- Mobile Suit Gundam
- Narutaru
- One Piece
- Oruchuban Ebichu
- Popee The Performer
- The Powerpuff Girls Classic
- Ranma ½
- Rosario + Vampire
- Sailor Moon
- Saint Seiya
- Samurai Champloo
- Samurai Pizza Cats
- Spider Riders
- Stitch!
- Tokyo Mew Mew
- Vision of Escaflowne
- Yu-Gi-Oh!
- Zatch Bell!

### Cartoons
- 101 Dalmatians: The Series
- A.N.T. Farm
- Aaron Stone
- The Adventures of Jimmy Neutron: Boy Genius
- Adventure Time
- Back at the Barnyard
- Bananas in Pyjamas
- Bear Behaving Badly
- Bella and the Bulldogs
- Blake and the Aliens
- The Book Tower
- CatDog
- Clarence
- Cory in the House
- iCarly
- Max and Ruby
- Pocoyo
- Roland Rat
- Super Friends
- Super WHY!
- Team Umizoomi
- The Stanley Dynamic
- Thomas and Friends
- Tom and Jerry Kids
- Tracy Beaker Returns
- True Jackson, VP
- Victorious
- The Wiggles
- Yo Gabba Gabba!